# Serghei Verlin
Serghei Verlin (n. 12 octombrie 1974, Voronej, RSFS Rusă, URSS) este un politician rus și fost canoist ce a reprezentat Rusia, medaliat olimpic. A participat la o ediție a Jocurilor Olimpice (1996) în care a câștigat o medalie de bronz.

## Participări
Lista de mai jos prezintă principalele competiții la care a participat Serghei Verlin de-a lungul carierei.
- canoeing at the 1996 Summer Olympics – men's K-4 1000 metres[*]